# 야마쿠라 가즈히로
야마쿠라 가즈히로(일본어: 山倉 和博, 1955년 9월 2일 ~ )는 일본의 전 프로 야구 선수이자 야구 지도자, 야구 해설가·평론가이다.
현역 시절 별명은 ‘나마쿠라’(ナマクラ, ナマ倉) 혹은 ‘의외성의 남자’(意外性の男).

## 인물

### 프로 입단 전
도호 고등학교 시절 2학년 때부터 내야수에서 포수로 전향했고 1973년에는 봄과 여름 연속으로 고시엔 대회에 출전했다. 같은 해에 열린 프로 야구 드래프트 회의에서는 난카이 호크스로부터 2위 지명을 받았지만 입단을 거부해 와세다 대학으로 진학했다.
1학년 춘계 시즌부터는 와세다 대학의 포수로서 데뷔하였는데 도쿄 지역 6개 대학 야구 팀으로 구성된 도쿄 6대학 야구에서 와세다 대학의 오구라 요시타미(후의 가메오카 요시타미), 사토 기요시(닛폰 생명 ~ 와세다 대학 감독), 호세이 대학의 에가와 스구루와는 동기였으며 이후 도루왕 타이틀을 석권해 준족의 포수로서 활약했다. 오카다 아키노부, 사토, 마쓰모토 다다시 등과 주축 타선을 형성했다. 4학년 때 주장으로서 활약, 베스트 나인을 2차례나 획득했으며 도쿄 6대학 리그 통산 성적은 94경기에 출전하면서 300타수 82안타, 2홈런, 32타점, 타율 2할 7푼 3리를 기록했다.

### 프로 선수 시절
1977년의 프로 야구 드래프트에서는 요미우리 자이언츠로 1순위 지명을 받아 입단하면서 프로 데뷔 첫 안타와 홈런 등 애당초부터 장타력이 있는 곳을 보이고 있어 수비도 평균 이상이었지만 타격의 확실성이 부족할 정도의 과제를 삼았다. 1982년에는 규정 타석을 채우면서도 타율 1할 9푼 6리를 기록해 2할 대의 타율을 넘지 못했다. 한편 야마쿠라를 마지막으로 그 해의 일본 프로 야구에서 ‘규정 타석에 도달해서 타율 2할대 미만’을 기록한 선수는 나타나지 않았다.
1980년 시즌부터 8년 연속으로 100경기 이상 출전해 후지타 모토시(제1차), 오 사다하루가 감독으로 재임할 당시의 팀내 중심 포수가 되었다. 낮은 타율임에도 불구하고 1983년부터는 어느 정도 두각을 나타내기 시작해 1987년에는 타율 2할 7푼 3리, 22개의 홈런을 기록한 성적에 가세해 수비에서도 높은 평가를 받아 요미우리의 포수로서는 사상 최초인 센트럴 리그 MVP에 선정되었다.
그러나 이듬해인 1988년 이후에는 부상이나 극심한 타격 부진으로 인해 뚜렷한 성적을 남기지는 못했고 나카오 다카요시의 요미우리 이적과 무라타 신이치의 대두도 있어 1990년에는 13년 간의 현역 생활을 마치고 은퇴했다.

### 그 후
현역 은퇴 후 2년간 TBS와 스포츠 호치의 야구 해설위원 등 평론가로 활동했고 1993년부터 1998년까지 현역 시절 친정팀인 요미우리 자이언츠의 배터리 코치를 역임했다. 1999년부터 2003년까지는 NHK의 야구 해설위원을 맡았으며 그 외에도 프리랜서 야구 평론가로서 다방면에서도 활동하는 것 외에도 요미우리 신문 서부 지역 본사의 스포츠 어드바이저로서 야구 보급 활동을 하는 등 사회 공헌 활동을 했다.
2011년에는 후쿠오카 소프트뱅크 호크스의 2군 배터리 코치로 부임했지만 9월 30일에는 건강상의 이유로 코치직에서 물러났다.

## 상세 정보

### 출신 학교
- 도호 고등학교
- 와세다 대학

### 선수 경력
- 요미우리 자이언츠(1978년 ~ 1990년)

### 지도자·기타 경력
지도자
- 요미우리 자이언츠 배터리 코치(1993년 ~ 1998년)
- 후쿠오카 소프트뱅크 호크스 2군 배터리 코치(2011년)

해설자
- TBS TV, TBS 라디오, 스포츠 호치 야구 해설자(1991년 ~ 1992년)
- NHK 야구 해설자(1999년 ~ 2003년)

### 수상·타이틀 경력
- MVP : 1회(1987년)
- 베스트 나인 : 3회(1981년, 1983년, 1987년)
- 골든 글러브상 : 3회(1981년, 1983년, 1987년)
- 올스타전 MVP : 1회(1981년 3차전)

### 개인 기록

#### 첫 기록
- 첫 출장·첫 선발 출장 : 1978년 4월 1일, 대 한신 타이거스 1차전(고라쿠엔 구장), 8번·포수로서 선발 출장
- 첫 안타·첫 홈런·첫 타점 : 상동, 4회말에 아라이 요시오로부터 좌월 솔로 홈런

#### 기록 달성 경력
- 통산 1000경기 출장 : 1987년 4월 25일, 대 한신 타이거스 2차전(한신 고시엔 구장), 8번·포수로서 선발 출장 ※역대 269번째
- 통산 100홈런 : 1987년 8월 23일, 대 야쿠르트 스왈로스 22차전(메이지 진구 야구장), 7회초에 아이 에이지로로부터 좌월 2점 홈런 ※역대 151번째

#### 기타
- 올스타전 출장 : 8회(1981년 ~ 1987년, 1990년)
- 3이닝 연속 홈런 : 1985년 7월 12일, 대 한신 타이거스 전(고라쿠엔 구장), 6회부터 8회에 걸쳐 2런, 솔로, 3런 ※NPB 역대 6번째[3]

### 등번호
- 15(1978년 ~ 1990년)
- 76(1993년 ~ 1998년)
- 77(2011년)

### 연도별 타격 성적
| 연 도       | 소 속       | 경 기 | 타 석 | 타 수 | 득 점 | 안 타 | 2 루 타 | 3 루 타 | 홈 런 | 루 타 | 타 점 | 도 루 | 도 루 자 | 희 생 번 | 희 생 플 | 볼 넷 | 고 4 | 사 구 | 삼 진 | 병 살 타 | 타 율 | 출 루 율 | 장 타 율 | O P S |
| ----------- | ----------- | ----- | ----- | ----- | ----- | ----- | ------- | ------- | ----- | ----- | ----- | ----- | -------- | -------- | -------- | ----- | ---- | ----- | ----- | -------- | ----- | -------- | -------- | ----- |
| 1978년      | 요미우리    | 69    | 145   | 132   | 10    | 26    | 3       | 0       | 3     | 38    | 9     | 1     | 2        | 4        | 0        | 8     | 0    | 1     | 25    | 1        | .197  | .248     | .288     | .536  |
| 1979년      | 요미우리    | 97    | 211   | 192   | 21    | 40    | 2       | 1       | 7     | 65    | 18    | 5     | 1        | 2        | 0        | 16    | 4    | 1     | 38    | 2        | .208  | .273     | .339     | .611  |
| 1980년      | 요미우리    | 127   | 436   | 399   | 44    | 98    | 21      | 3       | 17    | 176   | 52    | 3     | 3        | 5        | 2        | 28    | 1    | 2     | 79    | 14       | .246  | .298     | .441     | .739  |
| 1981년      | 요미우리    | 124   | 417   | 371   | 31    | 76    | 9       | 2       | 11    | 122   | 40    | 3     | 1        | 8        | 3        | 34    | 11   | 1     | 59    | 9        | .205  | .273     | .329     | .602  |
| 1982년      | 요미우리    | 129   | 445   | 398   | 27    | 78    | 14      | 1       | 7     | 115   | 39    | 2     | 1        | 2        | 6        | 35    | 10   | 4     | 55    | 11       | .196  | .268     | .289     | .557  |
| 1983년      | 요미우리    | 115   | 433   | 397   | 30    | 101   | 22      | 0       | 6     | 141   | 41    | 5     | 2        | 2        | 2        | 30    | 4    | 2     | 43    | 11       | .254  | .310     | .355     | .665  |
| 1984년      | 요미우리    | 114   | 388   | 340   | 38    | 82    | 18      | 0       | 12    | 136   | 43    | 1     | 1        | 1        | 3        | 41    | 8    | 3     | 62    | 12       | .241  | .328     | .400     | .728  |
| 1985년      | 요미우리    | 109   | 418   | 363   | 41    | 99    | 15      | 0       | 13    | 153   | 41    | 3     | 0        | 12       | 3        | 40    | 2    | 0     | 54    | 12       | .273  | .342     | .421     | .764  |
| 1986년      | 요미우리    | 102   | 326   | 291   | 26    | 69    | 12      | 1       | 8     | 107   | 36    | 0     | 2        | 6        | 4        | 22    | 6    | 3     | 63    | 3        | .237  | .294     | .368     | .661  |
| 1987년      | 요미우리    | 128   | 458   | 395   | 46    | 108   | 16      | 1       | 22    | 192   | 66    | 3     | 3        | 5        | 2        | 55    | 24   | 1     | 74    | 10       | .273  | .362     | .486     | .848  |
| 1988년      | 요미우리    | 58    | 180   | 153   | 13    | 26    | 4       | 0       | 4     | 41    | 17    | 1     | 1        | 7        | 1        | 19    | 5    | 0     | 27    | 5        | .170  | .260     | .268     | .528  |
| 1989년      | 요미우리    | 46    | 108   | 92    | 6     | 11    | 4       | 0       | 1     | 18    | 10    | 0     | 0        | 1        | 1        | 14    | 2    | 0     | 28    | 4        | .120  | .234     | .196     | .429  |
| 1990년      | 요미우리    | 44    | 101   | 85    | 6     | 18    | 3       | 0       | 2     | 27    | 14    | 0     | 0        | 1        | 1        | 14    | 1    | 0     | 13    | 2        | .212  | .320     | .318     | .638  |
| 통산 : 13년 | 통산 : 13년 | 1262  | 4066  | 3608  | 339   | 832   | 143     | 9       | 113   | 1332  | 426   | 27    | 17       | 56       | 28       | 356   | 78   | 18    | 620   | 96       | .231  | .301     | .369     | .670  |

- 굵은 글씨는 시즌 최고 성적.

### 연도별 수비 성적
| 연도 | 포수 | 포수      | 포수      | 포수   | 포수   | 포수 |
| 연도 | 경기 | 도루 시도 | 도루 허용 | 도루자 | 저지율 | 실책 |
| ---- | ---- | --------- | --------- | ------ | ------ | ---- |
| 1978 | 69   | 26        | 18        | 8      | .308   | 2    |
| 1979 | 96   | 51        | 34        | 17     | .333   | 6    |
| 1980 | 125  | 113       | 65        | 48     | .425   | 7    |
| 1981 | 124  | 69        | 40        | 29     | .420   | 5    |
| 1982 | 129  | 74        | 47        | 27     | .365   | 10   |
| 1983 | 115  | 80        | 46        | 34     | .425   | 8    |
| 1984 | 114  | 84        | 55        | 29     | .345   | 4    |
| 1985 | 107  | 94        | 74        | 20     | .213   | 7    |
| 1986 | 102  | 72        | 51        | 21     | .292   | 3    |
| 1987 | 127  | 68        | 50        | 18     | .265   | 2    |
| 1988 | 57   | 40        | 27        | 13     | .325   | 2    |
| 1989 | 45   | 29        | 20        | 9      | .310   | 2    |
| 1990 | 43   | 24        | 16        | 8      | .333   | 2    |
| 통산 | 1253 | 824       | 543       | 281    | .341   | 60   |

- 굵은 글씨는 시즌 최고 성적.

## 저서
- 《열구비원 “의외성의 남자”의 고백》(1982년) ISBN 4-7704-0481-6
- 《캐처 따위 되는 것은 아니었다! : “의외성의 남자”의 의외의 고백》(1991년) ISBN 4-583-02887-3
- 《포수형 인간은 출세한다》(2006년) ISBN 4-87415-595-2